# Alexa Wilding
Alexa Wilding (nata Alice Wilding; Surrey, 1847 – Londra, 25 aprile 1884) è stata una modella inglese, una delle preferite del pittore preraffaellita Dante Gabriel Rossetti.
Malgrado sia la meno famosa fra le sue muse, è stata quella ritratta il maggior numero di volte, superando le molto più note Elizabeth Siddal, Jane Morris e Fanny Cornforth. È stato suggerito che lo scarso interesse verso la Wilding sia dovuto al fatto che il suo rapporto con Rossetti era esclusivamente professionale e mancava della componente sentimentale e sessuale presente negli altri tre (in particolare, Elizabeth Siddal sarebbe poi divenuta sua moglie nel 1860, morendo però due anni dopo). 

## Biografia

### Origini

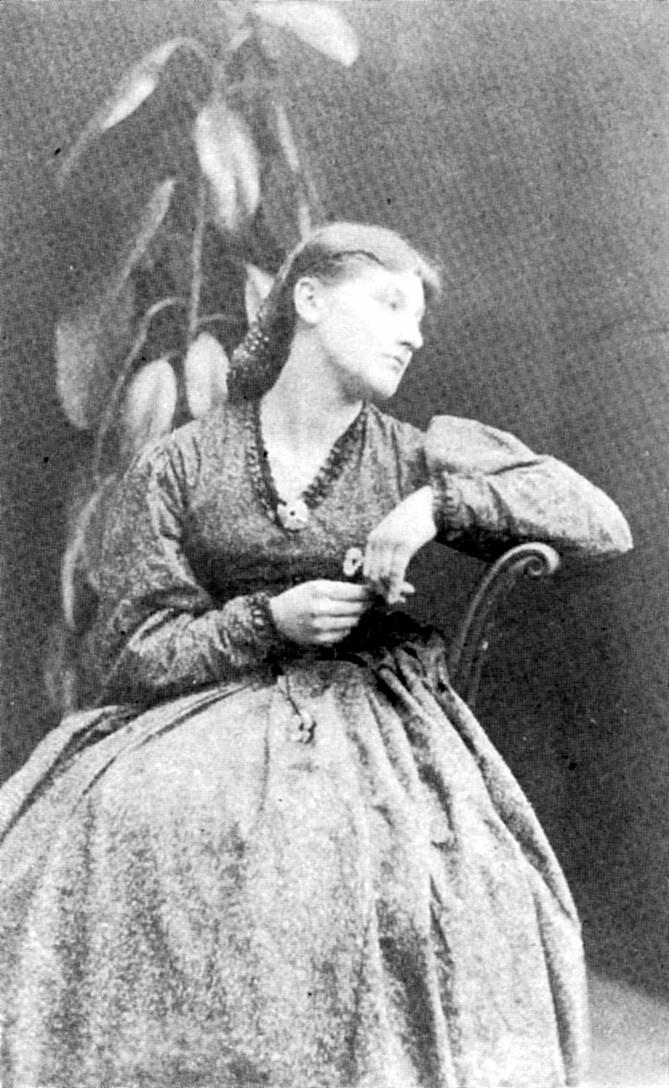
Negli anni 1860.

Alexa Wilding, nata Alice, nacque nel 1847 nel Surrey, in Inghilterra. Era l'unica figlia di una famiglia della classe operaia originaria dello Shrewsbury: suo padre era un fabbricante di pianoforti, i suoi zii macellai. Nel 1861, a circa 14 anni, la Wilding viveva al 23 Warwick Lane di Londra, con una nonna, una coppia di zii e un cugino. Sebbene lavorasse come sarta già da alcuni anni per pagare il suo mantenimento, la sua situazione economica e personale era superiore alla media della sua classe sociale: aveva una certa istruzione e sapeva leggere e scrivere, oltre a coltivare l'ambizione di divenire attrice.

### Musa di Rossetti

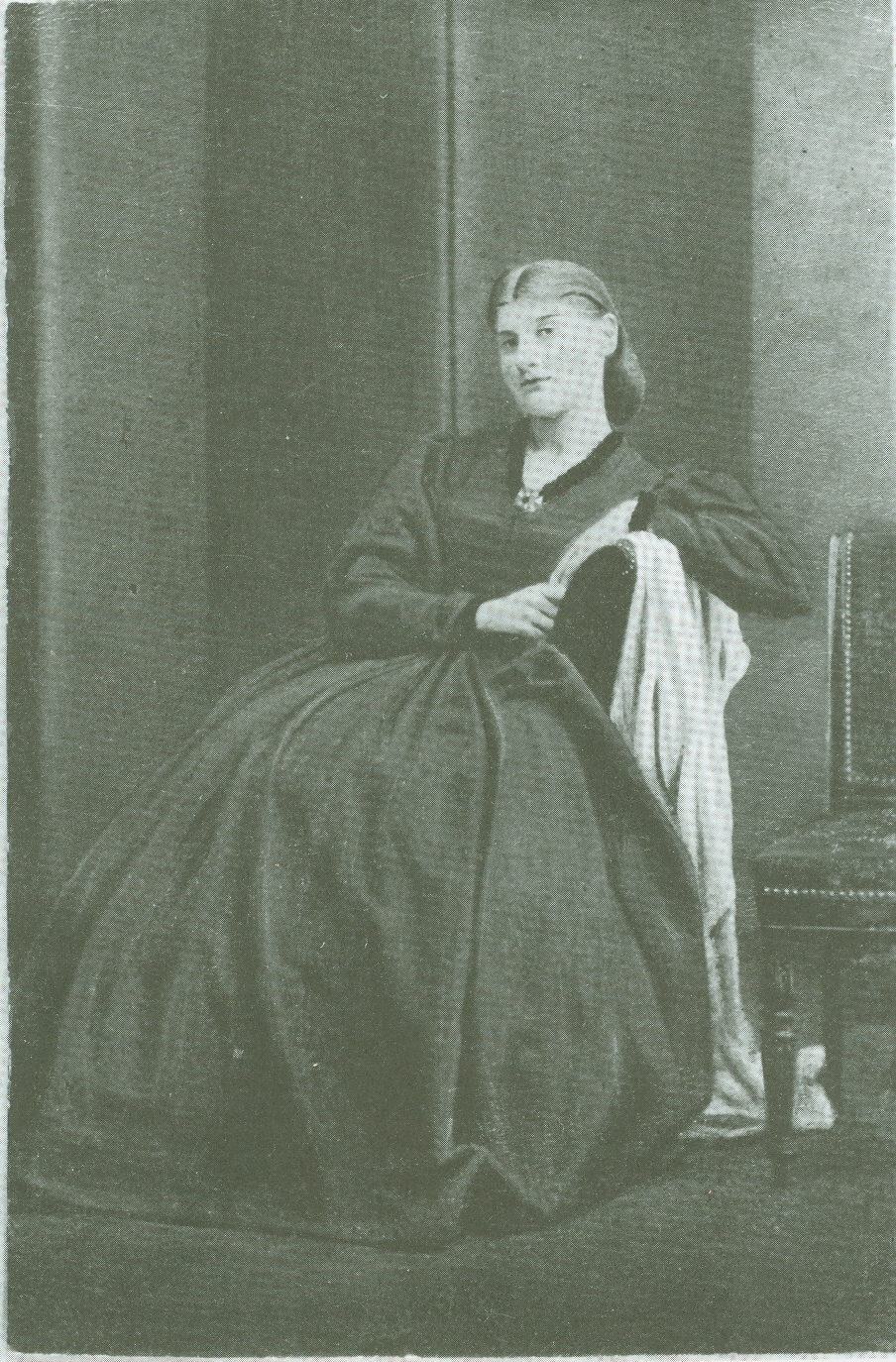
Nel 1866 all'incirca.

Dante Gabriel Rossetti, pittore della Confraternita dei preraffaelliti, noto la Wilding nel 1865, vedendola passeggiare sullo Strand. Colpito dalla sua bellezza, la invitò a posare per lui per il dipinto a cui stava lavorando, Aspecta Medusa, ma la Wilding non rispettò l'appuntamento preso, forse intimorita dalla cattiva fama di cui godevano molte modelle. Tuttavia, Rossetti non la dimenticò, e, quando la rivide per strada qualche tempo dopo, fermò la vettura su cui stava viaggiando e la convinse a posare per lui immediatamente. Stipularono un accordo di pagamento settimanale con una clausola di esclusività, che impediva alla Wilding di posare per altri artisti.
I due svilupparono un forte legame: alla morte di Rossetti la Wilding, pur in precarie condizioni economiche e di salute, compì un lungo viaggio solo per deporre una ghirlanda sulla sua tomba a Birchington-on-Sea. Malgrado la vicinanza fra i due, la reputazione della Wilding, a differenza di altre modelle, rimase immacolata, e non ci furono mai voci che insinuassero che il rapporto fra i due andasse oltre quello professionale. Potrebbe aver contribuito a ciò il fatto che apparentemente Rossetti non la apprezzasse molto al di là dell'ispirazione artistica: in una lettera, la definisce "talmente noiosa che, quando non sta posando, vorrei poterla chiudere in un armadio". 
Nei due anni seguenti la Wilding cambiò nome in Alexa, si trasferì in una casa di sua proprietà, seppur probabilmente non in ottime condizioni, al 33 Redcliffe Road, Kensington, in cui visse almeno fino al 1881, ed ebbe due figli da padre ignoto: Charles James Ernest Wilding, nato ad Hammersmith il 23 giugno 1876, e Eleanor "Nellie" Wilding, nata il 3 settembre 1877, sempre ad Hammersmith. Continuò a posare per Rossetti almeno fino al 1879, facendo da modella per decine di quadri.

### Morte
Alexa Wilding morì a Londra il 25 aprile 1884, a 37 anni, a causa di una peritonite contratta sei giorni prima. Sedici mesi prima le era stato anche diagnosticato un tumore alla milza. 
È sepolta nel cimitero di Brompton, accanto a una nonna, Mary Ann, e una nipote, Marie. La sua lapide riporta come data di morte il 24 aprile piuttosto che il 25 come registrato dal certificato di morte.
Il funerale e la sepoltura furono pagati da George Edward Shelley, che si fece anche carico dei figli della Wilding, pagando per il loro mantenimento e istruzione, i quali, una volta adulti, emigrarono in Sudafrica. 

## Attività di modella
La Wilding era caratterizzata da un aspetto elegante ed etereo, che la metteva in contrasto con altre modelle di Rossetti, ad esempio la voluttuosa Fanny Cornforth. Rossetti interpretò la Wilding sia come esempio di virtù che di vizio, ruolo in cui spesso la sostituì proprio alla Cornforth, occasionalmente persino ridipingendo i suoi lineamenti su quelli della precedente modella, come nel caso del dipinto Lady Lilith. 
I suoi contemporanei diedero tuttavia giudizi contrastanti sulle sue capacità espressive. 
A giudizio di Henry Treffry Dunn, assistente di Rossetti e pittore lui stesso, la Wilding era priva di espressione e piuttosto rigida nel posare, seppur animata da un profondo affetto per Rossetti e senza dubbio dotata di magnifici lineamenti. Al contrario, secondo William Michael Rossetti, fratello di Rossetti, era capace di una grande varietà espressiva e capacità di interpretazione, che permise al fratello di dipingerla in numerosi ruoli diversi. 
Grazie alle sue particolari caratteristiche fisiche, quali i lunghi capelli rossi, il collo slanciato, le labbra piene e arcuate e gli occhi dalle palpebre pesanti, i dipinti per cui la Wilding posò sono facilmente identificabili. A giudizio del critico Frederic George Stephens, grande amico dei due, i ritratti di Rossetti della Wilding erano tutti caratterizzati da una precisa somiglianza all'originale. 

## Galleria d'immagini

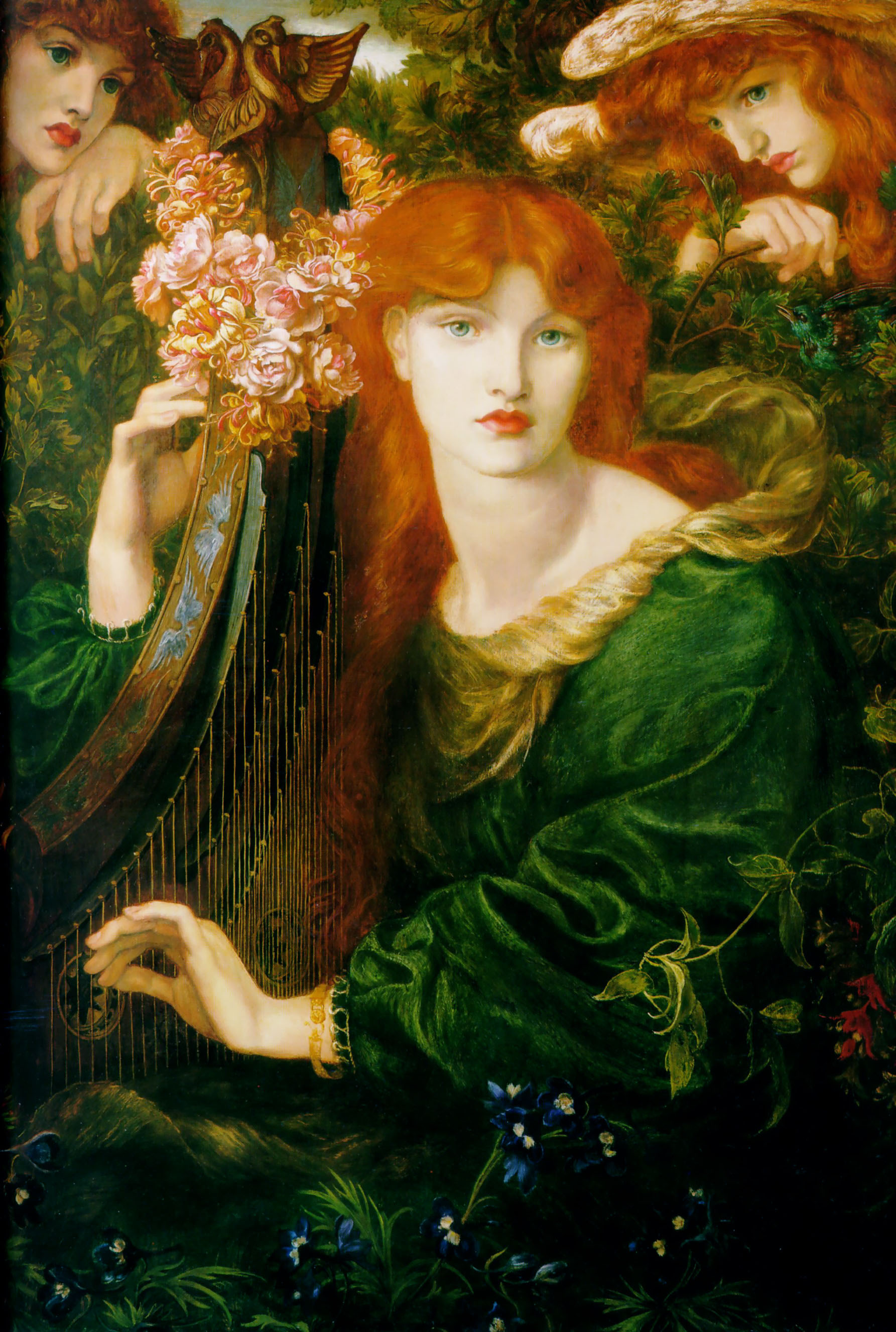
La Ghirlandata, 1873.
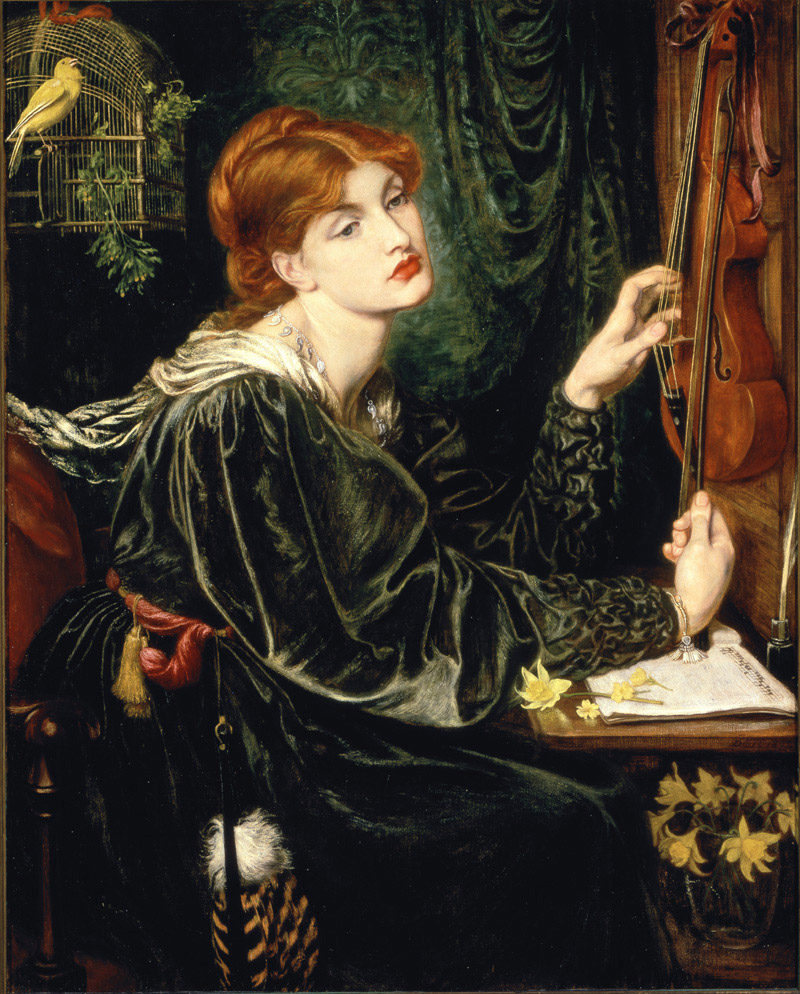
Veronica Veronese, 1872.
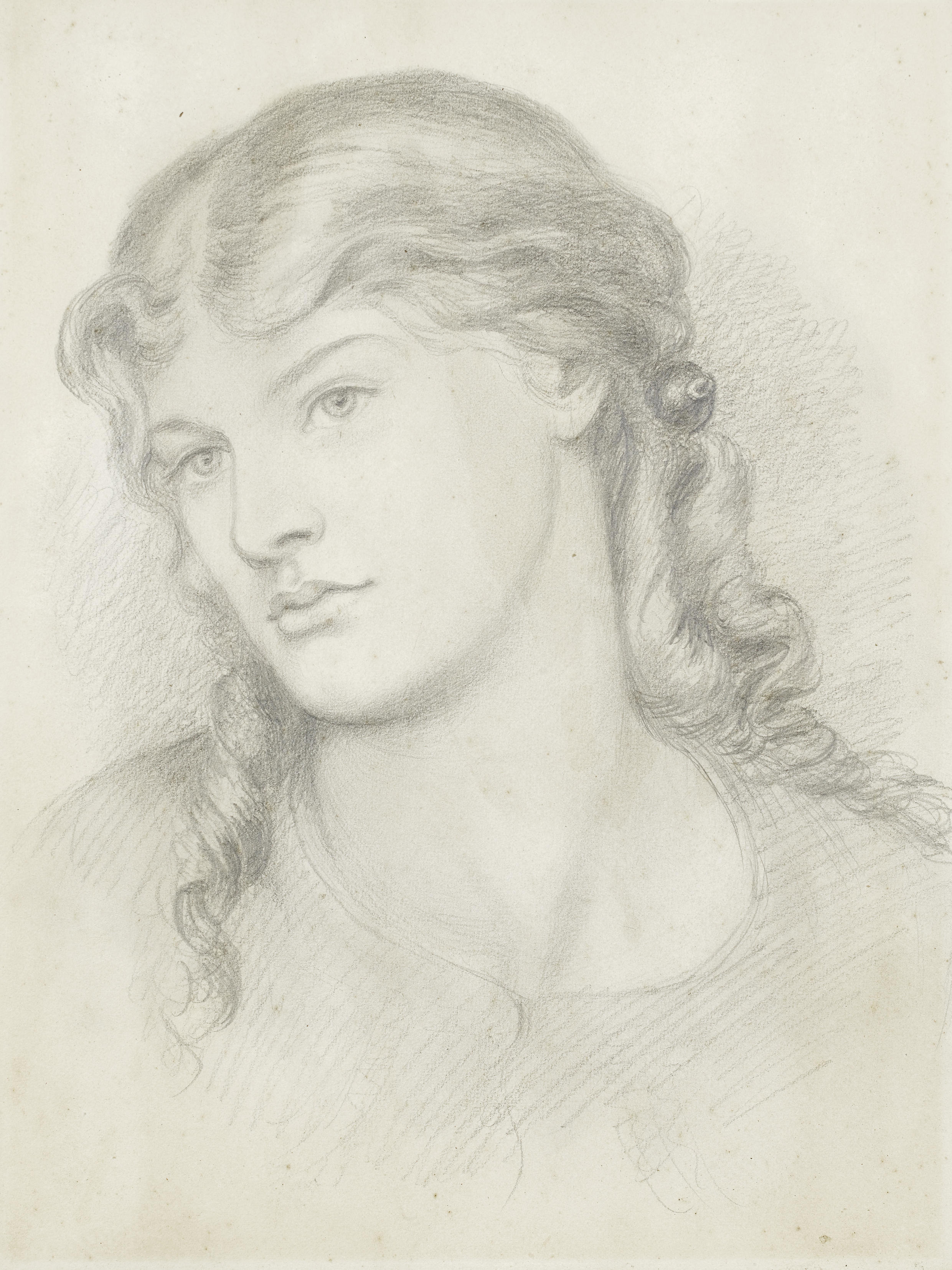
Schizzo, 1865.
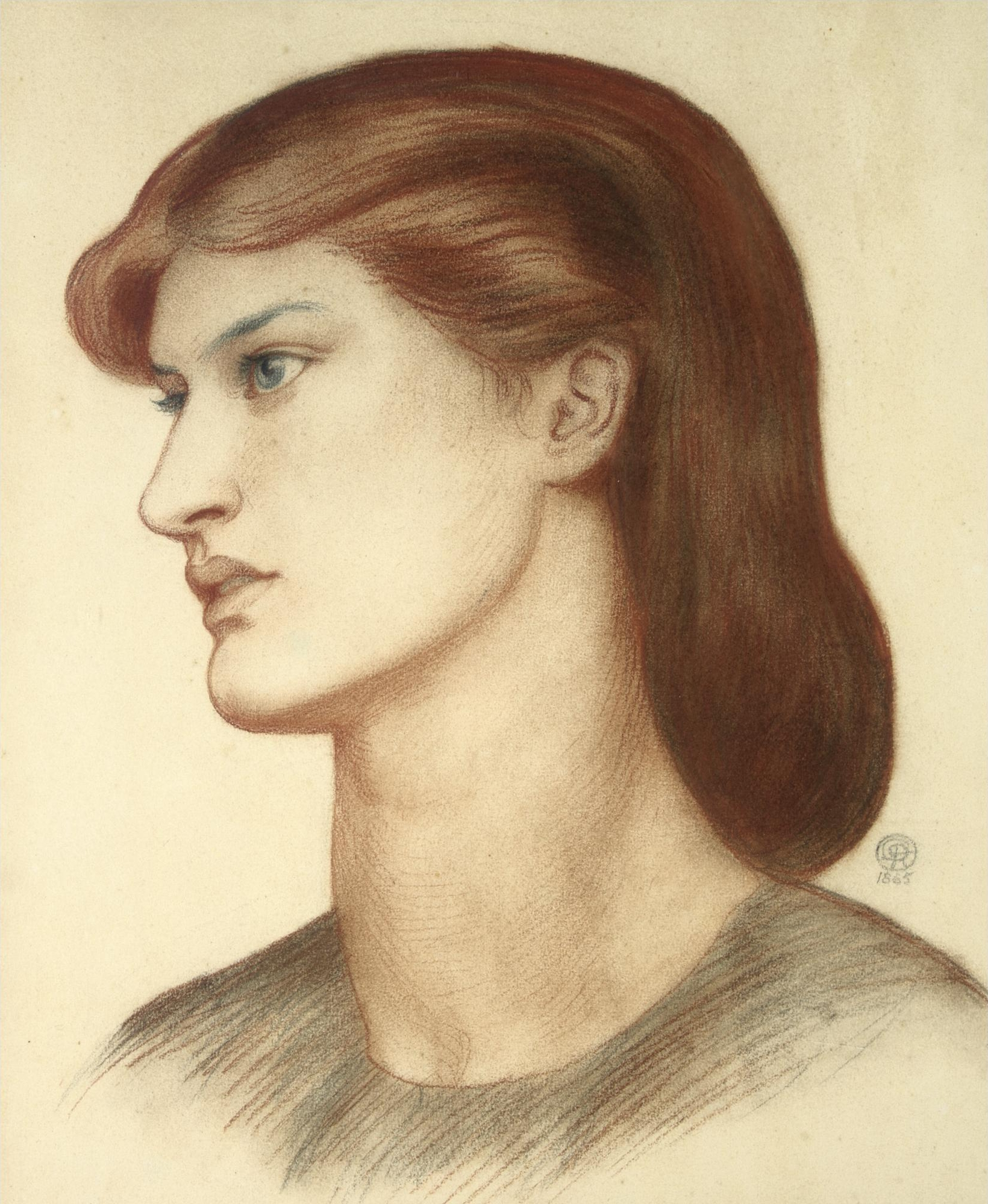
Schizzo a colori.
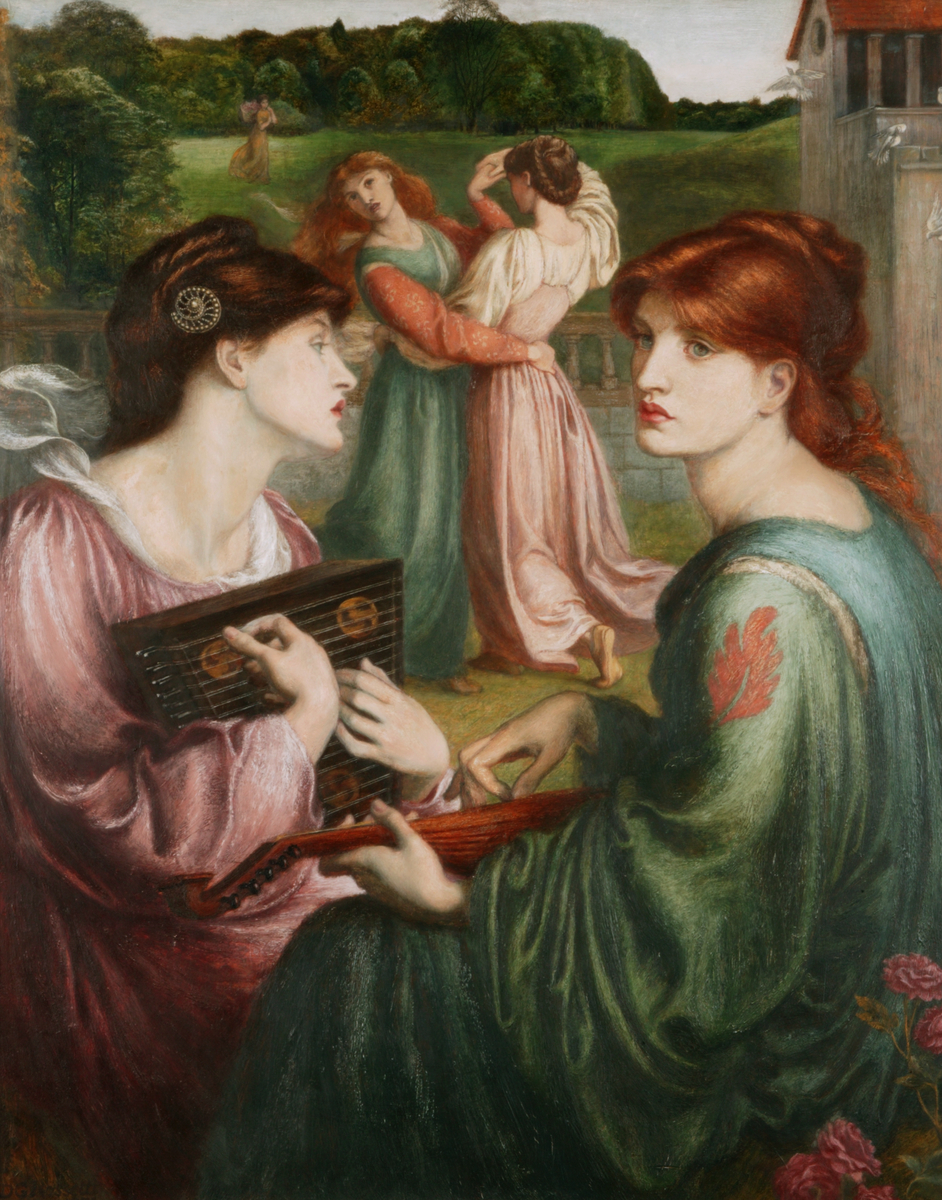
The Bower Meadow, 1872.
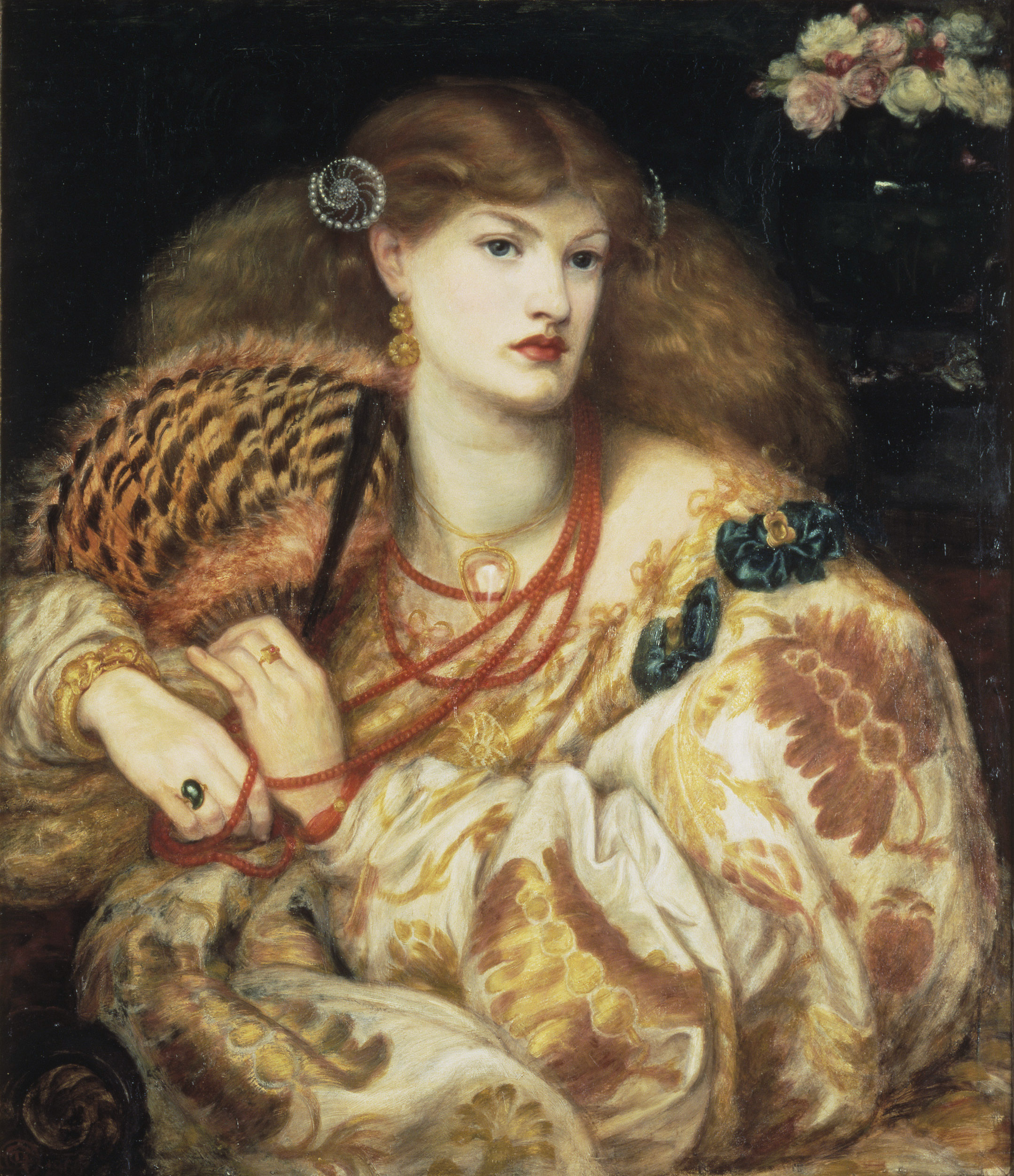
Monna Vanna, 1866.
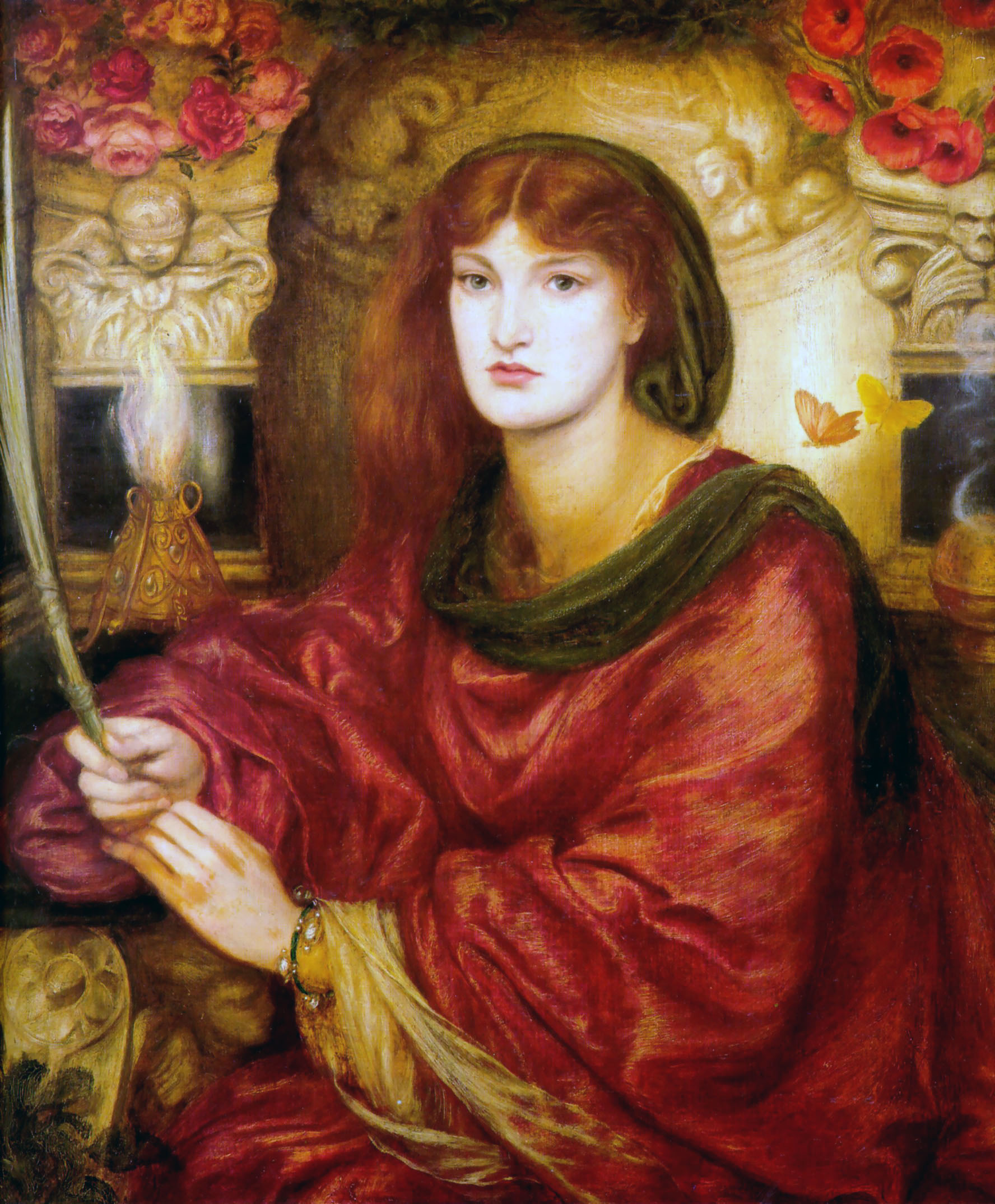
Sibylla Palmifera, 1870.
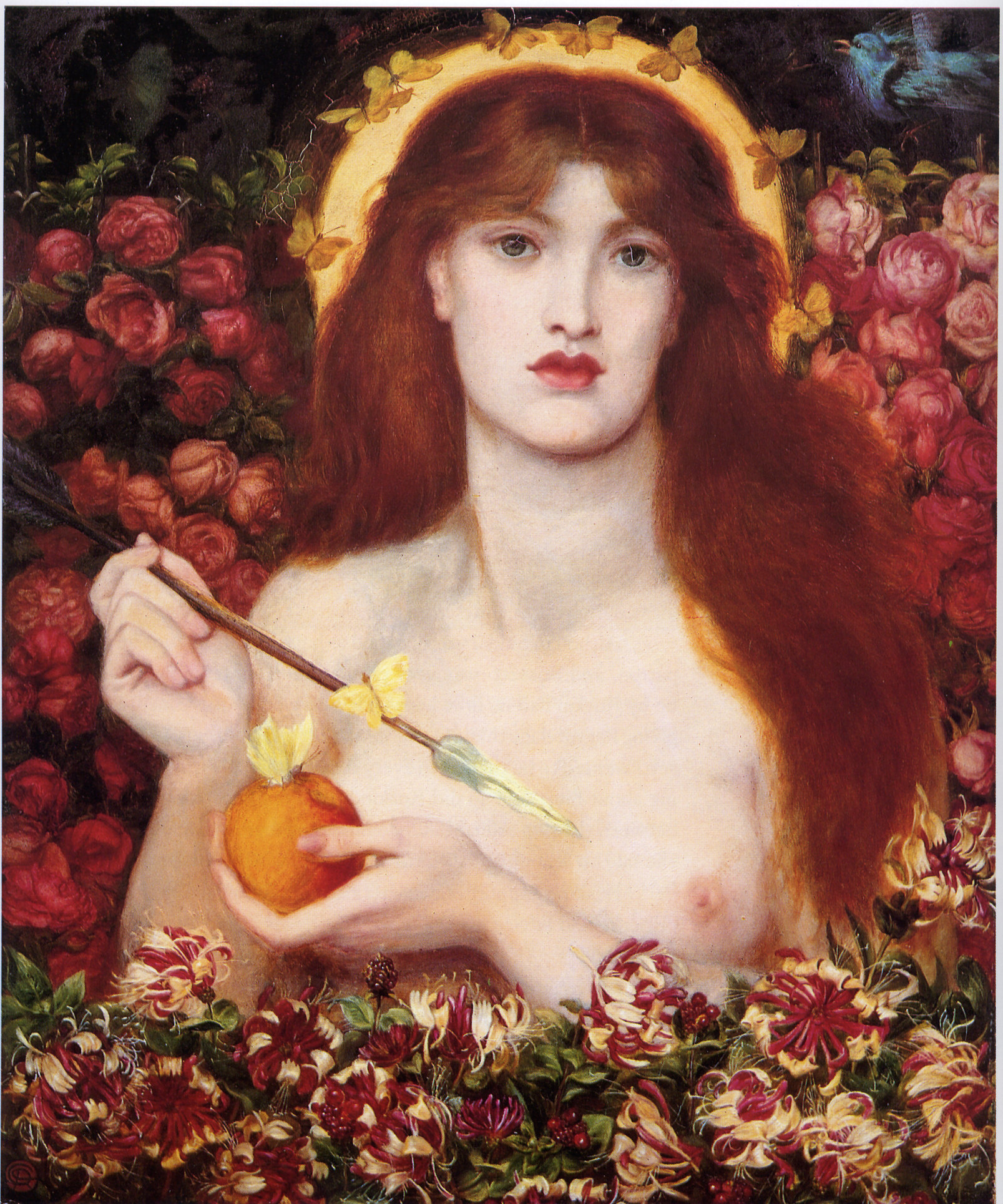
Venere Verticordia, 1868.
Il Santo Graal, 1874.
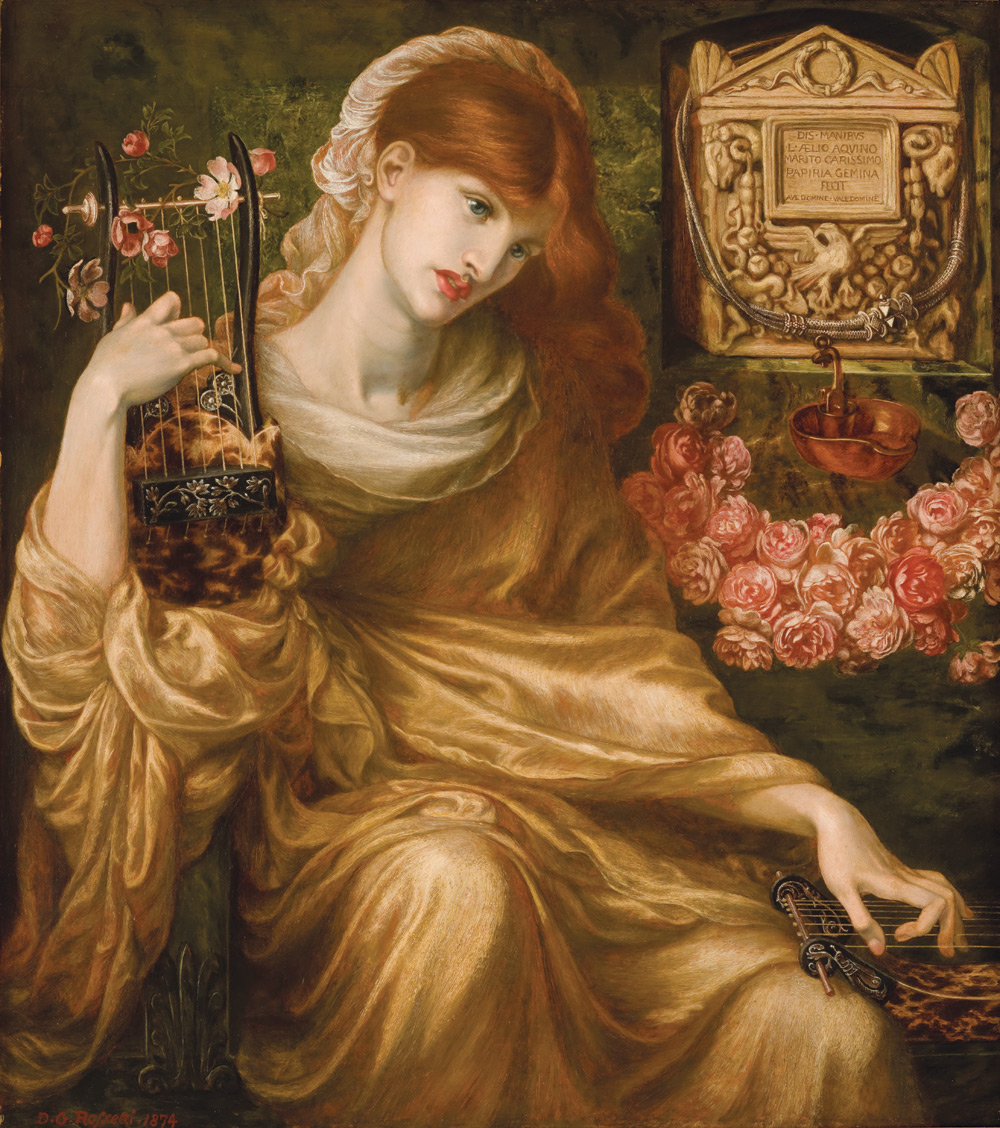
La vedova romana, 1874.
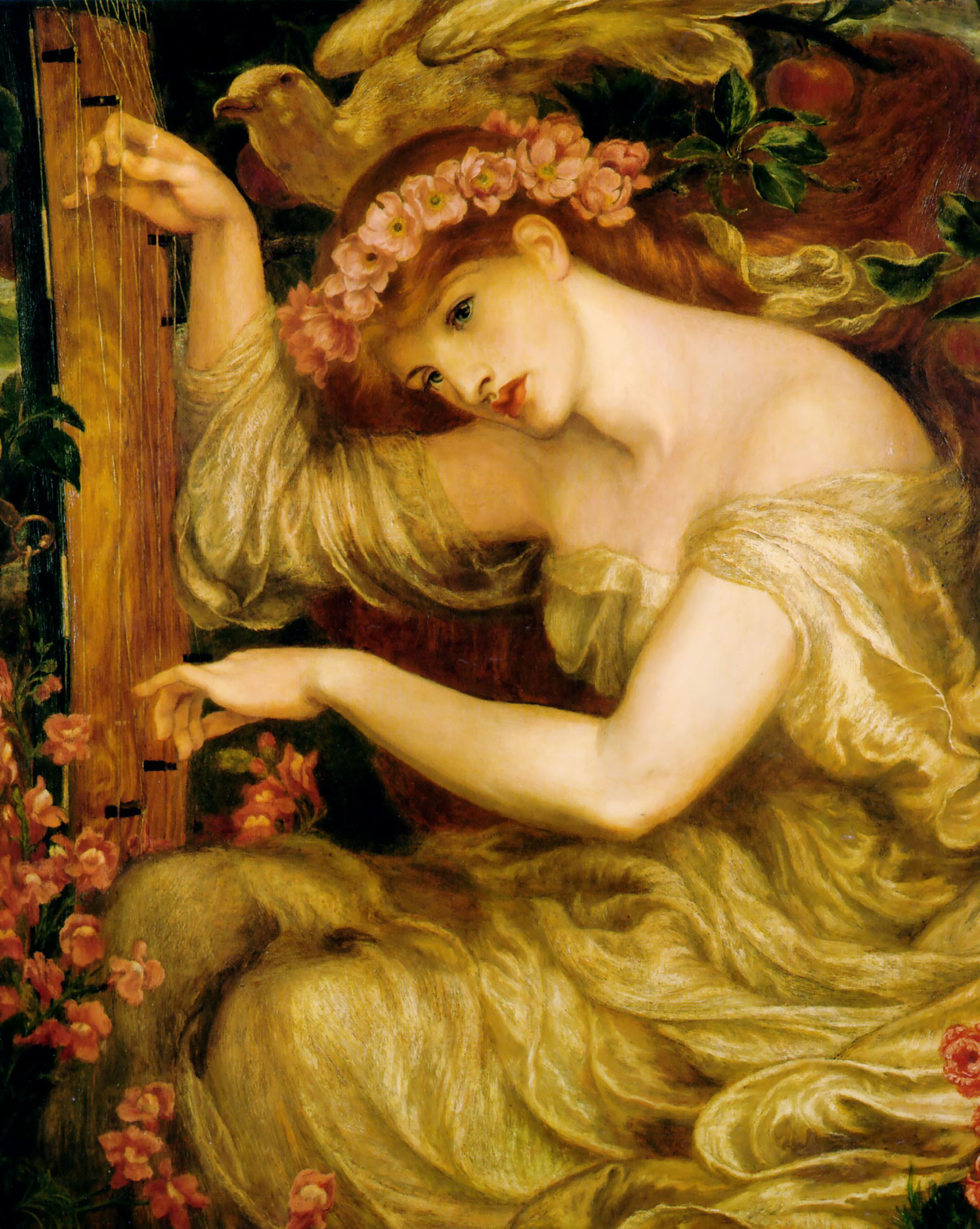
A Sea Spell, 1877.
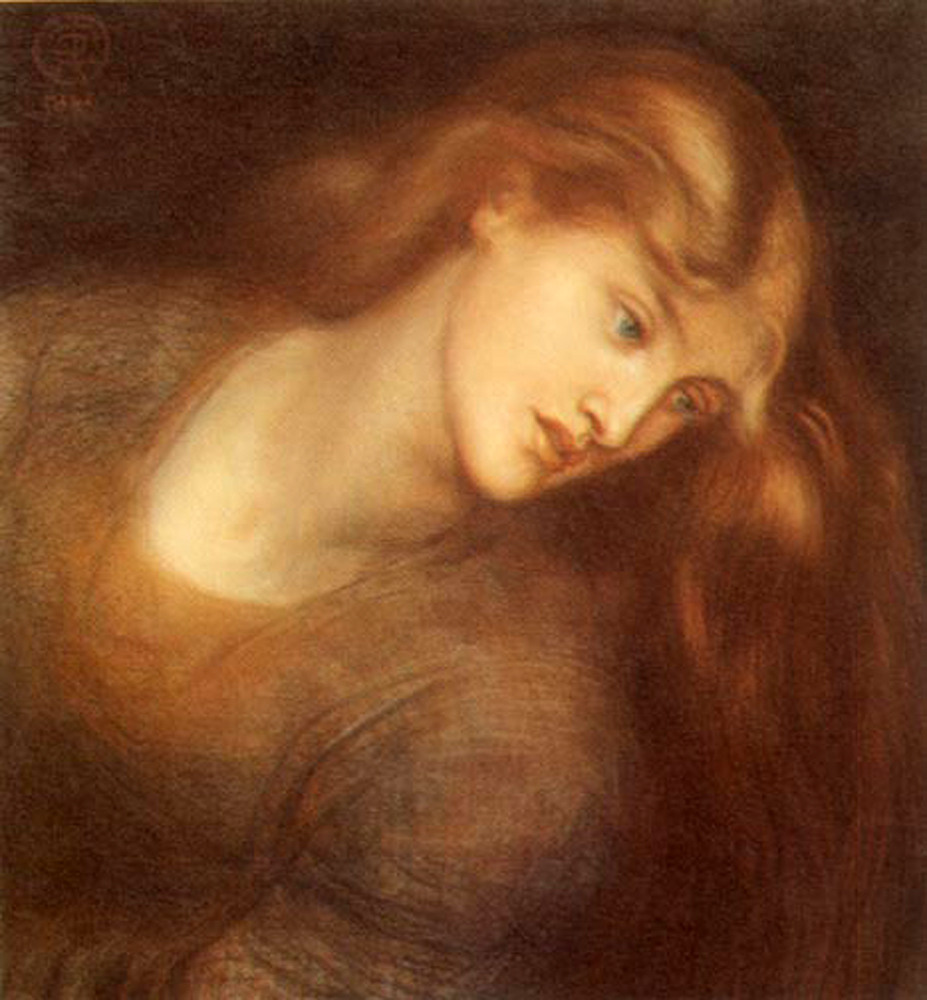
Studio per Aspecta Medusa, 1867.
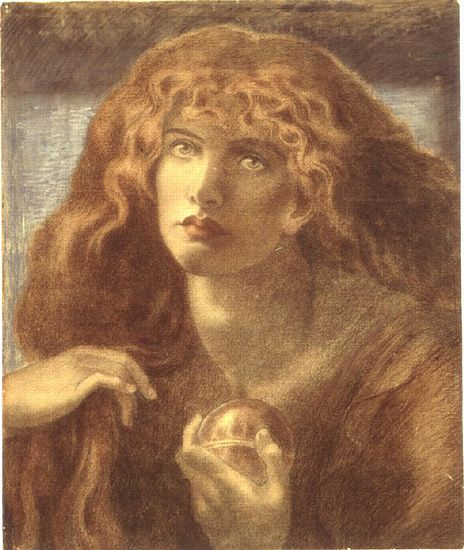
Studio per Maria Maddalena, 1867.
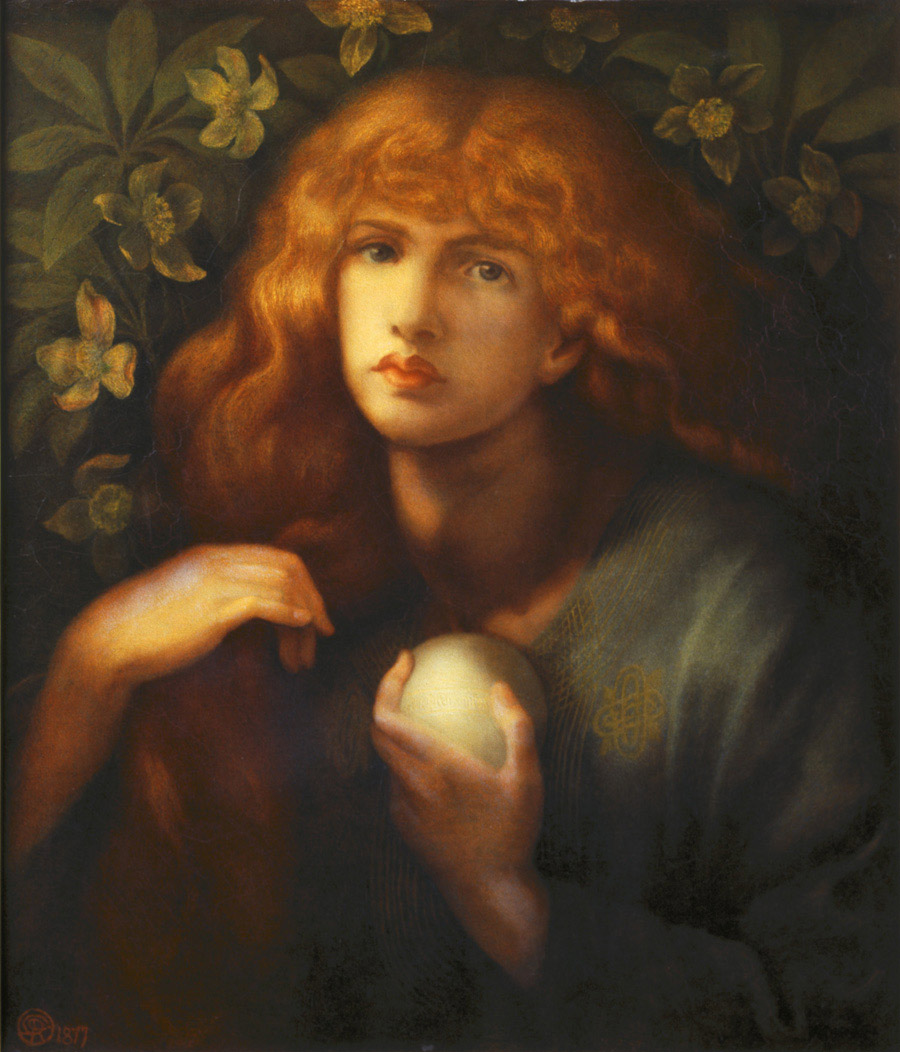
Maria Maddalena, 1868.
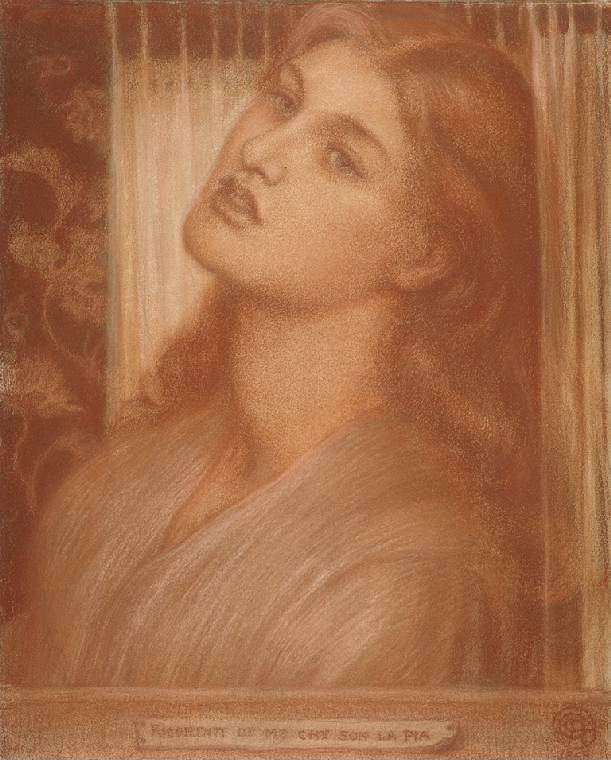
Studio per Pia de' Tolomei, 1868.
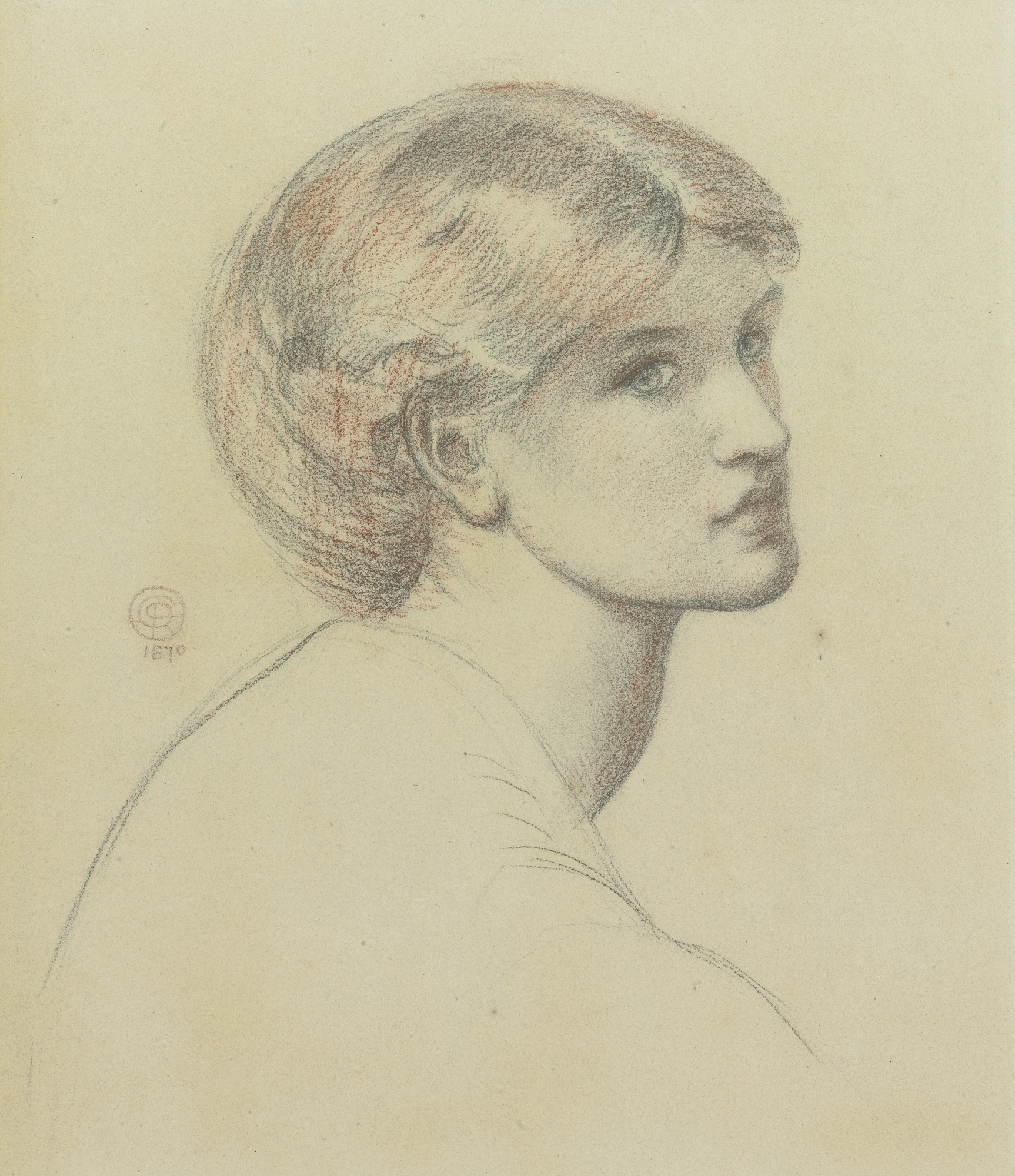
Studio per Il sogno di Dante, 1870.
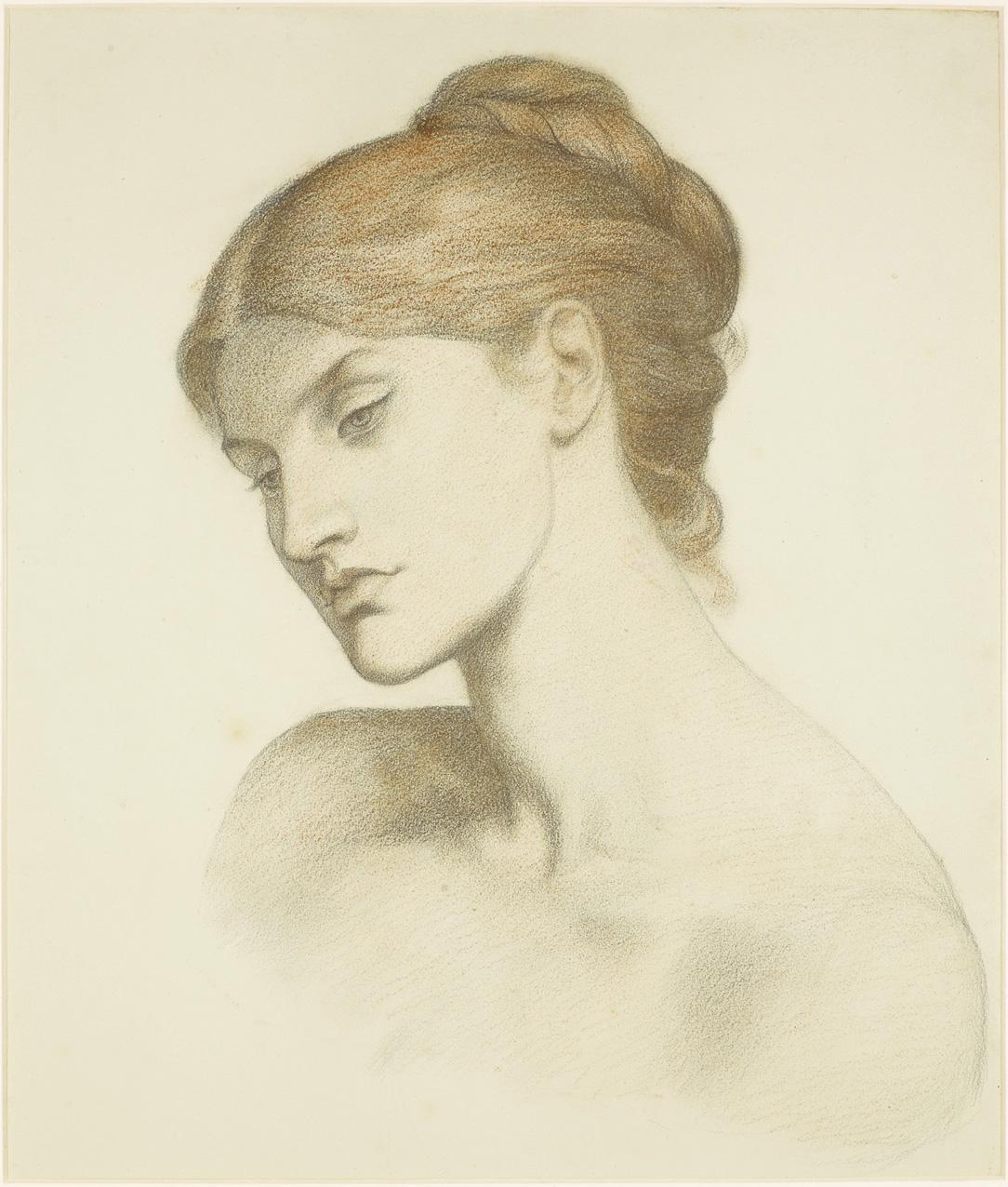
Studio per Lady Lilith, 1872.
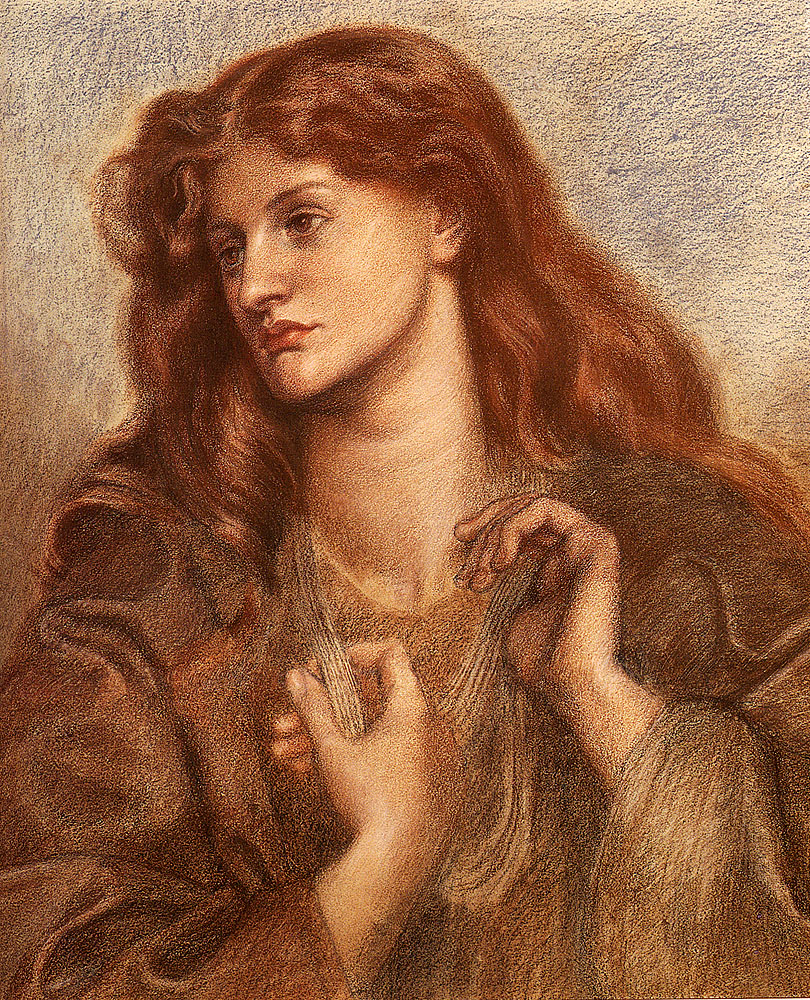
Schizzo, 1874.
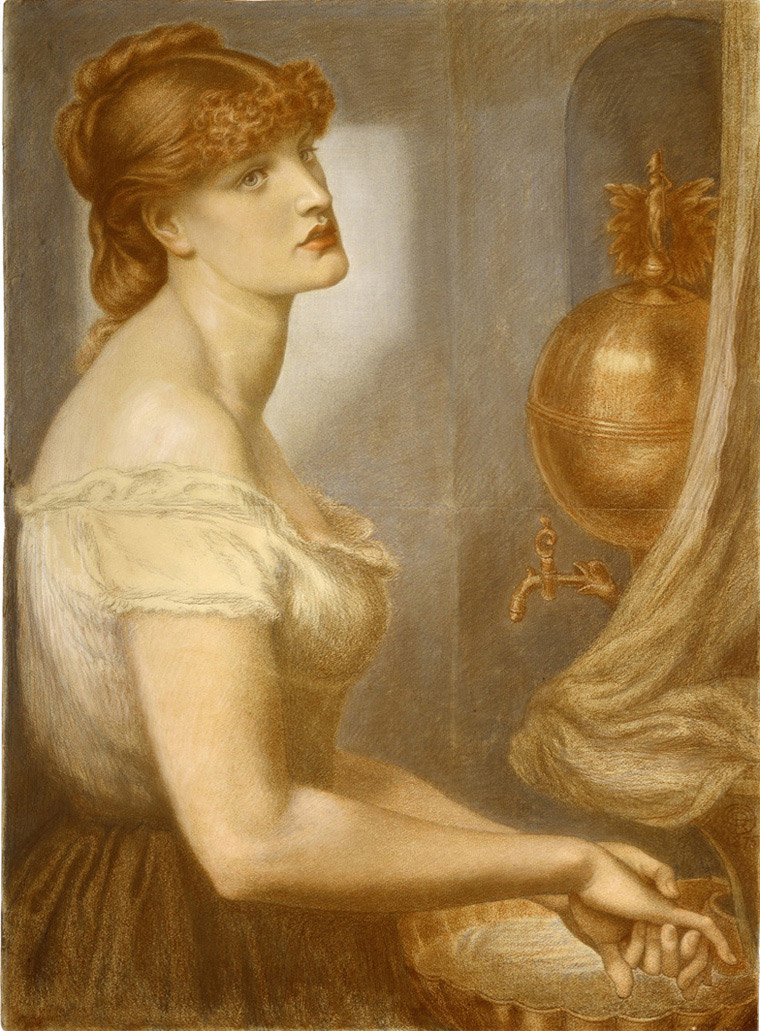
Studio per La bella mano, 1875.
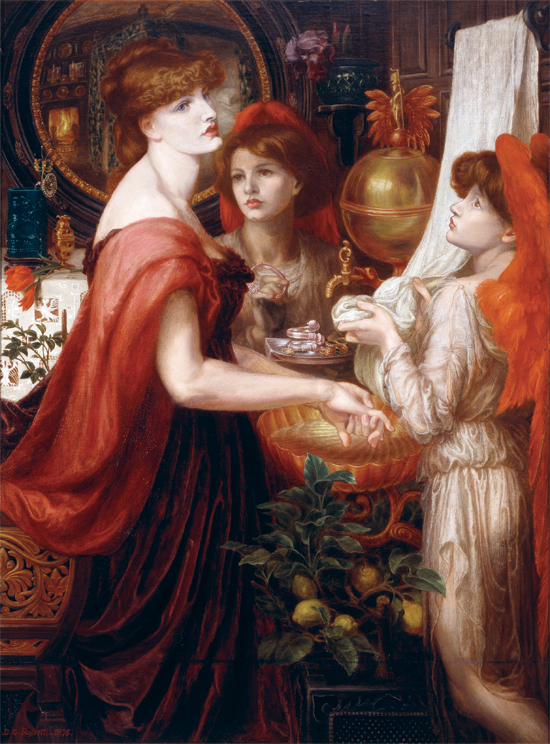
La bella mano, 1875.
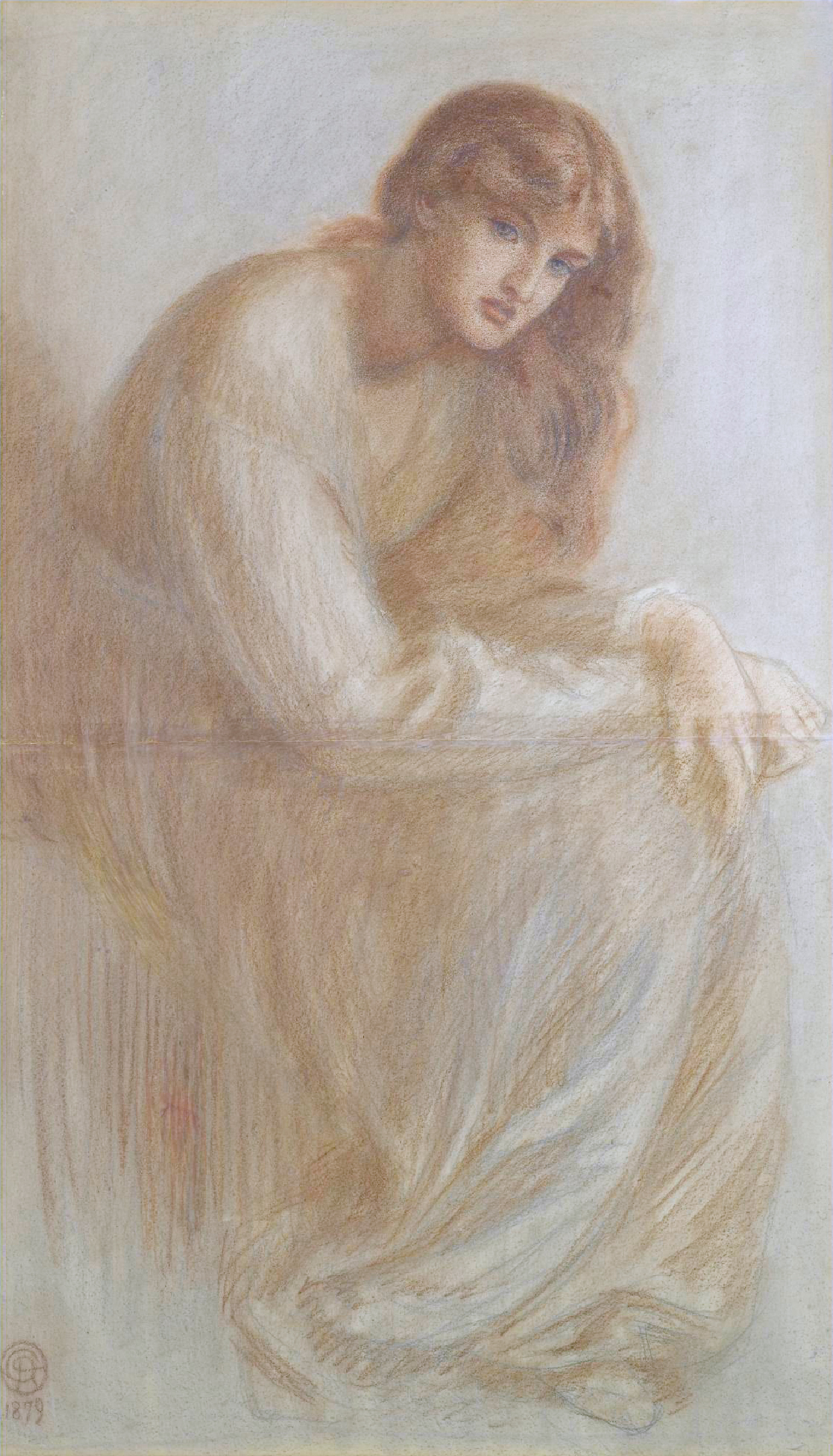
Schizzo, 1879.
Lady Lilith, 1873.[10]
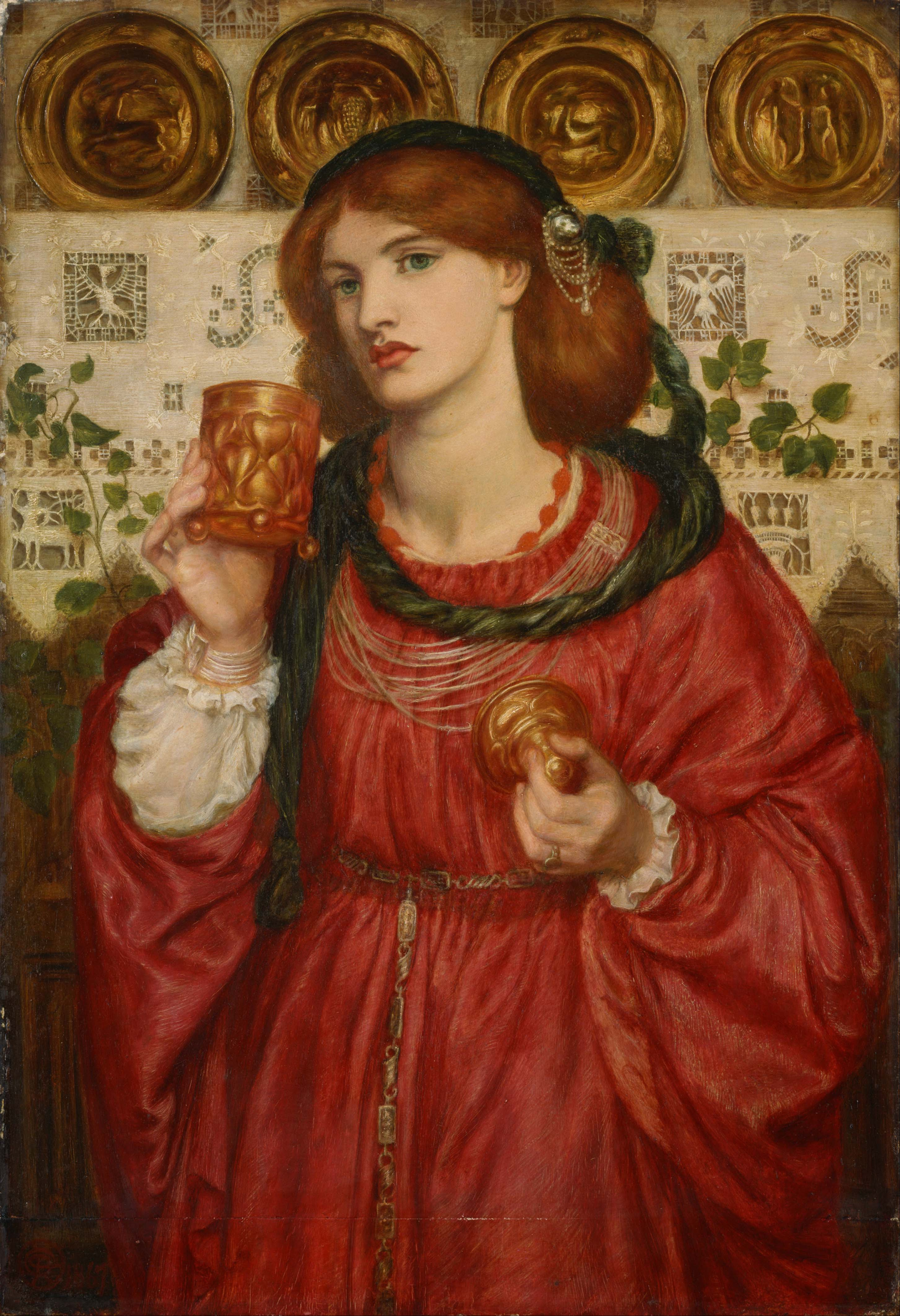
La coppa dell'amore, 1867.
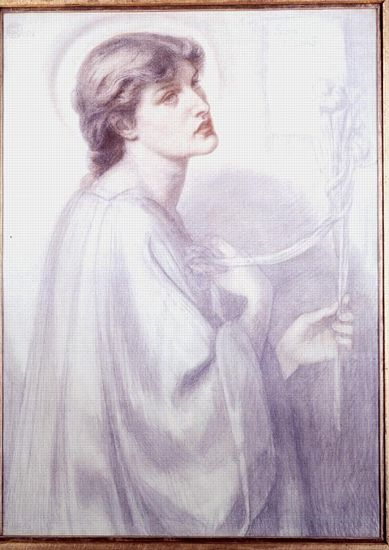
Studio per Santa Lilias, 1879.
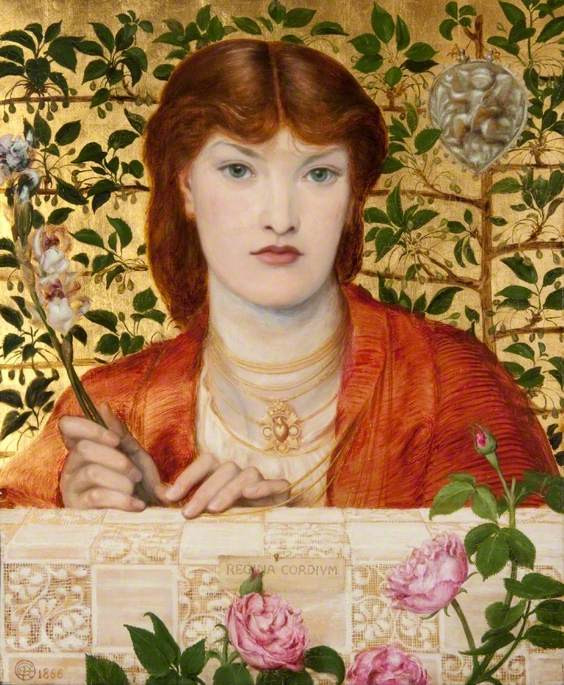
Regina Cordium, 1866.